# Meike Schmelzer
Meike Schmelzer, née le 19 juillet 1993 à Wiesbaden, est une handballeuse internationale allemande. Elle évolue au poste de pivot.

## Palmarès

### En club
compétitions nationales
- championne d'Allemagne en 2015, 2016 et 2017 (avec Thüringer HC)